# 第23回寬仁親王牌・世界選手権記念トーナメント
第23回寬仁親王牌・世界選手権記念トーナメントは、2014年7月18日から21日まで、弥彦競輪場で開催された競輪のGI競走である。

## 決勝戦

### 競走成績
- 7月21日（月・祝）[1]
- 誘導員…志村太賀（山梨）

| 着順 | 車番 | 選手       | 登録地 | 着差    | 決まり手 | 上がり(秒) | H/B | 特記 |
| ---- | ---- | ---------- | ------ | ------- | -------- | ---------- | --- | ---- |
| 1    | 1    | 深谷知広   | 愛知   |         | 捲くり   | 10.7       | B   |      |
| 2    | 7    | 浅井康太   | 三重   | 3/4車身 | マーク   | 10.6       |     |      |
| 3    | 5    | 井上昌己   | 長崎   | 3/4車身 |          | 10.5       |     |      |
| 4    | 3    | 稲川翔     | 大阪   | 3車身   |          | 10.7       |     |      |
| 5    | 2    | 大塚健一郎 | 大分   | 3/4車身 |          | 10.6       |     |      |
| 6    | 9    | 中川誠一郎 | 熊本   | 1/2車身 |          | 11.2       | H   |      |
| 7    | 6    | 野田源一   | 福岡   | 3/4車輪 |          | 10.6       |     |      |
| 8    | 8    | 菊地圭尚   | 北海道 | 2車身   |          | 10.7       |     |      |
| 9    | 4    | 池田勇人   | 埼玉   | 3/4車身 |          | 10.7       |     |      |

### 配当金額
| 枠番二連勝複式 | 1=5   | 290円  |
| 枠番二連勝単式 | 1-5   | 480円  |
| 車番二連勝複式 | 1=7   | 290円  |
| 車番二連勝単式 | 1-7   | 510円  |
| 三連勝複式     | 1=5=7 | 880円  |
| 三連勝単式     | 1-7-5 | 2060円 |
| ワイド         | 1=7   | 190円  |
| ワイド         | 1=5   | 300円  |
| ワイド         | 5=7   | 430円  |

### レース概要
打鐘過ぎに中川が先行態勢。空いた内をすくった深谷が最終ホームで中川の番手に。中川－深谷－浅井－井上－稲川とラインが乱れる。バックから番手捲りを打った深谷がそのままゴール、3年ぶり2度目のGI制覇。2着は浅井で中部SSコンビでのワンツー決着。3着は中川の番手を奪取された井上。

## その他
- 中川誠一郎は今回が初の[3]、野田源一は12年ぶりの[2]、GI決勝進出となった。

- 決勝戦の地上波中継は「第23回寬仁親王牌・世界選手権記念トーナメント　決勝戦中継」テレビ東京《TXN系列・BSN 全7局ネット》[4]。

- 総売上は92億8105万2000円（目標額は102億円だった）となり、4日制GIワースト2位の売り上げとなってしまった（ワーストは同年の高松宮記念杯）。結果的に、この大会もSS11メンバーの自粛欠場が響く形となった。